# FA Women's Championship 2019-20
La FA Women's Championship 2019-20 es la segunda edición de la renombrada FA Women's Championship, segunda división de fútbol femenino en Inglaterra, fundada como WSL 2 en 2014. En ella participan 11 equipos y comenzó el 18 de agosto de 2019 .
El 13 de marzo de 2020, se anunció que la liga quedaba suspendida temporalmente hasta nuevo aviso debido a la pandemia del coronavirus. El 25 de mayo de 2020, se comunicó que se había dado por terminada la liga. El 5 de junio se dio a conocer que Aston Villa había sido declarado campeón y que ascendería a la WSL. El Liverpool descendió y jugará la temporada 2020-21 en la FA Women's Championship.

## Equipos
La temporada 2019-20 iba a contar con 12 equipos originalmente. Al final de la temporada 2018-19, dos equipos de la Championship (Manchester United y Tottenham Hotspur) consiguieron el ascenso a la WSL, mientras que solo uno de esta descendió (Yeovil Town). Sin embargo, Yeovil no consiguió la licencia para formar parte de la segunda división y descendió a la tercera. De la FA Women's National League Norte ascendió a la Championship el Blackburn Rovers y de la Sur, el Coventry United. Como resultado, la competición constó finalmente de 11 equipos.
Ningún equipo de la Championship descendió al final de la temporada 2018-19 para facilitar la ampliación de 11 a 12 equipos. Sin embargo, debido a que solo once equipos participaron en la temporada 2019-20, los campeones de la FA Women's National League Norte y Sur ascenderán de nuevo mientras que solo un equipo de la Championship descenderá.
El 13 de mayo de 2019, el Millwall Football Club anunció que el Lionesses (la sección femenina) no seguiría estando afiliado a la sección masculina. Se formó entonces un nuevo equipo independiente y completamente profesional bajo el nombre de London City Lionesses.
| Equipo                | Ubicación     | Estadio                      | Capacidad | Temporada 2018–19 |
| --------------------- | ------------- | ---------------------------- | --------- | ----------------- |
| Aston Villa           | Boldmere      | Trevor Brown Memorial Ground | 2,500     | 6º                |
| Blackburn Rovers      | Bamber Bridge | Irongate                     | 3,000     | 1º, WNL Norte     |
| Charlton Athletic     | Bexley        | The Oakwood                  | 1,180     | 3º                |
| Coventry United       | Coventry      | Butts Park Arena             | 4,000     | 1º, WSL Sur       |
| Crystal Palace        | Bromley       | Hayes Lane                   | 5,000     | 10º               |
| Durham                | Durham        | New Ferens Park              | 3,000     | 4º                |
| Leicester City        | Quorn         | Farley Way Stadium           | 1,400     | 7º                |
| Lewes                 | Lewes         | The Dripping Pan             | 3,000     | 9º                |
| London Bees           | Canons Park   | The Hive Stadium             | 5,176     | 8º                |
| London City Lionesses | Dartford      | Princes Park                 | 4,100     | n/a               |
| Sheffield United      | Chesterfield  | Proact Stadium               | 10,504    | 5º                |

1. ↑  Primeros tres partidos disputados en Olympic Legacy Park

### Cambios de entrenador/a
| Equipo                | Antiguo/a entrenador/a | Causa de salida              | Fecha de salida       | Posición en la tabla de clasificación | Nuevo/a entrenador/a | Fecha de nombramiento |
| --------------------- | ---------------------- | ---------------------------- | --------------------- | ------------------------------------- | -------------------- | --------------------- |
| London Bees           | Rachel Yankey          | Dimisión                     | 13 de mayo de 2019    | Pretemporada                          | Lee Burch            | 9 de julio de 2019    |
| London City Lionesses | Chris Phillips         | Despido                      | 15 de octubre de 2019 | 4º                                    | John Bayer           | 15 de octubre de 2019 |
| Lewes                 | Fran Alonso            | Firma de contrato con Celtic | 14 de enero de 2020   | 8º                                    | Simon Parker         | 14 de enero de 2020   |
| Coventry United       | Stuart Wilson          | Despido                      | 20 de febrero de 2020 | 9º                                    |                      |                       |

## Desarrollo

### Clasificación
| Pos. | Equipo                | Pts. | PJ | G  | E | P | GF | GC | Dif. | Clasificación                 |
| ---- | --------------------- | ---- | -- | -- | - | - | -- | -- | ---- | ----------------------------- |
| 1    | Aston Villa           | 40   | 14 | 13 | 1 | 0 | 39 | 11 | +28  | Ascenso a la WSL              |
| 2    | Sheffield United      | 34   | 14 | 11 | 1 | 2 | 46 | 16 | +30  |                               |
| 3    | Durham                | 32   | 14 | 10 | 2 | 2 | 33 | 10 | +23  |                               |
| 4    | London City Lionesses | 26   | 15 | 8  | 2 | 5 | 25 | 24 | +1   |                               |
| 5    | London Bees           | 15   | 12 | 4  | 3 | 5 | 16 | 19 | −3   |                               |
| 6    | Leicester City        | 15   | 15 | 4  | 3 | 8 | 22 | 35 | −13  |                               |
| 7    | Blackburn Rovers      | 10   | 12 | 3  | 1 | 8 | 13 | 25 | −12  |                               |
| 8    | Crystal Palace        | 10   | 14 | 2  | 4 | 8 | 15 | 33 | −18  |                               |
| 9    | Lewes                 | 9    | 12 | 2  | 3 | 7 | 10 | 18 | −8   |                               |
| 10   | Coventry United       | 9    | 14 | 2  | 3 | 9 | 19 | 35 | −16  |                               |
| 11   | Charlton Athletic     | 7    | 12 | 0  | 7 | 5 | 9  | 21 | −12  | Descenso a la National League |

 Fuente: FA WSL
Criterios de clasificación: 1) Puntos; 2) Diferencia de goles; 3) Número de goles

### Resultados
| Local \ Visitante     | AST | BLB | CHA | COV | CRY | DUR | LCW | LEW | LON | LCL | SHU |
| --------------------- | --- | --- | --- | --- | --- | --- | --- | --- | --- | --- | --- |
| Aston Villa           | —   | 2–1 | 3–0 | 4–0 |     | 1–1 | 3–1 | 1–0 |     | 3–1 | 3–2 |
| Blackburn Rovers      |     | —   |     | 2–2 | 2–0 | 0–2 | 1–2 |     | 0–1 |     | 2–3 |
| Charlton Athletic     | 0–4 | 1–2 | —   | 1–1 |     |     | 1–1 | 0–0 |     | 0–2 |     |
| Coventry United       | 2–3 |     |     | —   | 3–2 | 2–3 |     | 1–2 |     | 1–2 | 0–5 |
| Crystal Palace        | 0–6 |     | 1–1 | 0–0 | —   | 1–4 | 1–3 |     |     | 1–2 | 1–5 |
| Durham                |     | 0–1 | 2–0 |     | 2–1 | —   | 1–0 | 3–0 | 3–1 | 1–1 |     |
| Leicester City        |     | 2–0 | 2–2 | 1–3 | 1–2 | 1–5 | —   | 1–0 | 3–3 |     | 1–4 |
| Lewes                 |     | 5–1 |     |     | 1–1 |     | 0–3 | —   | 0–0 |     | 1–2 |
| London Bees           | 1–2 |     | 1–1 | 2–1 | 2–3 |     |     | 2–1 | —   | 0–2 |     |
| London City Lionesses | 2–3 |     |     | 3–2 | 1–1 | 0–6 | 3–1 | 3–0 | 0–2 | —   | 1–2 |
| Sheffield United      | 0–1 | 5–1 | 2–2 | 5–1 |     | 1–0 | 7–1 |     | 3–1 |     | —   |

## Estadísticas

### Máximas goleadoras
Actualizado a los partidos jugados el 23 de febrero de 2020
| Puesto | Jugadora           | Equipo           | Goles |
| ------ | ------------------ | ---------------- | ----- |
| 1      | Katie Wilkinson    | Sheffield United | 14    |
| 2      | Melissa Johnson    | Aston Villa      | 12    |
| 3      | Jade Pennock       | Sheffield United | 11    |
| 4      | Shania Hayles      | Aston Villa      | 8     |
| 5      | Olivia Fergusson   | Sheffield United | 7     |
| 5      | Beth Hepple        | Durham           | 7     |
| 5      | Molly Sharpe       | Durham           | 7     |
| 8      | Natasha Flint      | Blackburn Rovers | 6     |
| 8      | Emma Follis        | Aston Villa      | 6     |
| 10     | Paige Bailey-Gayle | Leicester City   | 5     |
| 10     | Ashleigh Goddard   | Crystal Palace   | 5     |
| 10     | Amber Hughes       | Coventry United  | 5     |
| 10     | Shannon O'Brien    | Coventry United  | 5     |
| 10     | Aimee Palmer       | Sheffield United | 5     |
| 10     | Lauren Pickett     | London Bees      | 5     |
| 10     | Lisa Robertson     | Durham           | 5     |

## Premios

### Jugadora del Mes
Número de nominaciones entre paréntesis
| Mes        | Ganadora            | Ganadora         | Nominadas           | Nominadas             |
| Mes        | Jugadora            | Club             | Jugadoras           | Club                  |
| ---------- | ------------------- | ---------------- | ------------------- | --------------------- |
| Agosto     | Melissa Johnson     | Aston Villa      | Sarah Robson        | Durham                |
| Agosto     | Melissa Johnson     | Aston Villa      | Veatriki Sarri      | Sheffield United      |
| Agosto     | Melissa Johnson     | Aston Villa      | Katie Wilkinson     | Sheffield United      |
| Septiembre | Molly Sharpe        | Durham           | Katie Wilkinson (2) | Sheffield United      |
| Septiembre | Molly Sharpe        | Durham           | Melissa Johnson (2) | Aston Villa           |
| Septiembre | Molly Sharpe        | Durham           | Lauren Pickett      | London Bees           |
| Octubre    | Jade Pennock        | Sheffield United | Melissa Johnson (3) | Aston Villa           |
| Octubre    | Jade Pennock        | Sheffield United | Ellie Mason         | London City Lionesses |
| Octubre    | Jade Pennock        | Sheffield United | Saffron Jordan      | Blackburn Rovers      |
| Noviembre  | Amber Hughes        | Coventry United  | Asmita Ale          | Aston Villa           |
| Noviembre  | Amber Hughes        | Coventry United  | Lachante Paul       | Leicester City        |
| Noviembre  | Amber Hughes        | Coventry United  | Sophie Barker       | Sheffield United      |
| Diciembre  | Katie Wilkinson (3) | Sheffield United | Beth Hepple         | Durham                |
| Diciembre  | Katie Wilkinson (3) | Sheffield United | Marisa Ewers        | Aston Villa           |
| Diciembre  | Katie Wilkinson (3) | Sheffield United | Megan Borthwick     | Durham                |
| Enero      | Sarah Quantrill     | London Bees      | Molly Sharpe (2)    | Durham                |
| Enero      | Sarah Quantrill     | London Bees      | Katie Wilkinson (4) | Sheffield United      |
| Enero      | Sarah Quantrill     | London Bees      | Natasha Flint       | Blackburn Rovers      |
| Febrero    | Paige Bailey-Gayle  | Leicester City   | Shania Hayles       | Aston Villa           |
| Febrero    | Paige Bailey-Gayle  | Leicester City   | Jade Pennock (2)    | Sheffield United      |
| Febrero    | Paige Bailey-Gayle  | Leicester City   | Vanessa Susanna     | London City Lionesses |

### Entrenadora del Mes
Premios otorgados por la League Managers Association. Número de nominaciones entre paréntesis.
| Mes        | Entrenador(a)    | Club                  | Ref.   |
| ---------- | ---------------- | --------------------- | ------ |
| Agosto     | Gemma Davies     | Aston Villa           | [ 28 ] |
| Septiembre | Lee Burch        | London Bees           | [ 29 ] |
| Octubre    | John Bayer       | London City Lionesses | [ 30 ] |
| Noviembre  | Carla Ward       | Sheffield United      | [ 31 ] |
| Diciembre  | Gemma Davies (2) | Aston Villa           | [ 32 ] |
| Enero      | Lee Burch (2)    | London Bees           | [ 33 ] |